# Бои за Мериду (1936)
Бои за Мериду (исп. Batalla de Mérida) — одно из первых сражений гражданской войны в Испании, во время которого республиканские ополченцы дважды безуспешно пытались остановить Африканскую армию мятежников в провинции Бадахос возле Мериды.

## Планы и силы сторон
С первых дней мятежа была организована немедленная переброска на полуостров войск Африканской армии либо по воздуху с помощью нескольких имеющихся самолётов, либо по морю, пытаясь обойти блокаду республиканского флота. К началу августа в Севилье уже было собрано значительное количество войск и техники, и командованием мятежников было принято решение продвигаться на север.
2 августа колонна марокканских войск под командованием подполковника Карлоса Асенсио Кабанильяса покинула Севилью с целью подчинить своему контролю Эстремадуру и соединиться с мятежниками, наступавшими с севера Испании. Но, в конечном итоге, конечная цель колонны заключалась в захвате Мадрида. 3 августа к колонне майора Кастехона присоединилась вторая колонна. Эти колонны, по 1500 солдат в каждой, состояли из двух батальонов лёгкой пехоты, а также артиллерийской батареи.

## Ход боёв
6 августа Карлос Асенсио Кабанильяс направился на север, подавляя контратаки республиканцев. На следующий день Африканская армия, после кровопролитного боя изгнала республиканских ополченцев из города Альмендралехо. Республиканцы отступили на север, к Мериде, а националисты остановили свой марш, чтобы дождаться третьей колонны подполковника Теллы.
К 10 августа республиканские ополченцы (всего 1500 человек) под командованием капитана Медины выкопали траншеи вдоль реки Гвадиана в нескольких километрах к югу от Мериды. Позиция поддерживалась двумя пушками и авиацией с базы Дон Бенито.
Объединённая колонна националистов подошла у Мериде. Асенсио приказал разместить на склоне, возвышающемся над южной частью города, артиллерийские батареи. Рано утром 10 августа мятежники при поддержке артиллерии атаковали и захватили южный берег.
11 августа, рано утром, Асенсио двинул свои войска с трёх разных направлений. После непродолжительной артиллерийской подготовки легионеры и марокканцы прорвали фронт противника возле Римского моста, обезвредили взрывные устройства, заложенные для его подрыва, и вошли в полдень в город. Ополченцы отступили, чтобы не попасть в окружение.
В результате боёв отряды ополченцев и штурмовой гвардии потеряли от 300 до 400 человек. Националисты потеряли около 60 солдат. На следующий день после захвата 200 человек были расстреляны мятежниками.
Ягуэ, принявший командование над объединённой колонной, направил свои войска на запад к Бадахосу, оставив отряд под командованием подполковника Теллы в Мериде для обеспечения безопасности линии фронта.
Республиканское командование, осознавая стратегическую важность города, решило отбить Мериду, поэтому 12 — 13 августа правительственная авиация яростно атаковала город с воздуха. В результате бомбардировок погибло много мирных жителей.
К 14 августа республиканское ополчение было усилено большим контингентом штурмовой гвардии и гражданской гвардии, прибывших из Мадрида, а также подкреплением в артиллерии и технике. Республиканские войска атаковали Мериду и попытались захватить вражеские позиции, но легионеры Теллы отбили все атаки противника, таким образом, провалив последнюю попытку республиканцев вернуть город.
Тем временем отряд Ягуэ штурмом взял Бадахос.

## Результаты
После оккупации Мериды и Бадахоса националисты соединили контролируемую ими северную зону и южную зону. Более того, они оккупировали западную половину провинции Бадахос, а республиканское правительство потеряло контроль над португальской границей. Мятежники стали осуществлять жестокие репрессии на завоёванной территории.